# Lijst van beelden in Apeldoorn-Noord
Dit is een (onvolledige) chronologische lijst van beelden in de plaats Apeldoorn, ten noorden van de spoorlijn Amersfoort-Deventer. Onder een beeld wordt hier verstaan elk driedimensionaal kunstwerk, waarbij beeld wordt gebruikt als verzamelbegrip voor sculpturen, standbeelden, installaties, gedenktekens en overige beeldhouwwerken.
Vanwege de omvang van de lijst is deze gesplitst. Zie voor de overige beelden binnen de gemeente Apeldoorn:
- Lijst van beelden in Apeldoorn-Zuid (ten zuiden van de spoorlijn Amersfoort-Deventer)
- Lijst van beelden in dorpen in de gemeente Apeldoorn (alle dorpen binnen de gemeente, buiten de plaats Apeldoorn zelf.)

Voor een volledig overzicht van de beschikbare afbeeldingen zie de categorie Beelden in Apeldoorn op Wikimedia Commons.
| Geplaatst   | Omschrijving                                  | Kunstenaar                         | Locatie                                                                                             | Toelichting | Afbeelding           |
| ----------- | --------------------------------------------- | ---------------------------------- | --------------------------------------------------------------------------------------------------- | --- | -------------------- |
| 1892        | Van der Houven van Oordt-bank                 | Jan Albertus Wijn                  | Oranjepark t.h.v. Regentesselaan                                                                    | Natuursteen |                      |
| 1901        | De Naald                                      | Gerrit de Zeeuw                    | Loolaan / Zwolseweg                                                                                 | Natuursteen |                      |
| 1901        | Medaillons op De Naald                        | Pieter Puijpe                      | Loolaan / Zwolseweg                                                                                 | Brons |                      |
| 1913        | Willem I                                      | Pieter Puijpe                      | Marktplein                                                                                          | Brons |                      |
| 1949        | Marechausseemonument                          | Henk Etienne                       | Frankenlaan (tegenover ingang Koning Willem III kazerne)                                            | Baksteen, natuursteen |                      |
| 1960        | 'Centraal Monument' of 'Man met de vlag'      | Cor Hund                           | Oranjepark                                                                                          | Brons |                      |
| 1964        | Drie gratieën                                 | Ossip Zadkine                      | In Schouwburg Orpheus                                                                               | Stond oorspronkelijk op Sprengenweg t.h.v. Moeflonstraat. Nadat het slachtoffer was geworden van vandalisme is het in 2008 overgeplaatst naar het gemeentehuis. Van daar is het eind 2010 uitgeleend aan Orpheus.         |                      |
| 1965        | Orpheus                                       | Ossip Zadkine                      | In Schouwburg Orpheus                                                                               | Stond oorspronkelijk op het Churchillplein, voor schouwburg Orpheus Vanwege vandalisme (de harp werd licht beschadigd) en het gevaar van koperdiefstal is het beeld januari 2012 verplaatst naar binnen in de schouwburg. |                      |
| 1971        | Twee paarden en een ruiter                    | Frank Letterie                     | John F. Kennedylaan t.h.v. Waltersingel (op het terrein van de belastingdienst)                     | Brons |                      |
| 1974        | Verbondenheid                                 | Harry Meek                         | Koninginnelaan t.h.v. Gemzenstraat                                                                  | Beton op sokkel van natuursteen |                      |
| 1978        | Constructie 3                                 | Cyril Lixenberg                    | Verzetsstrijderspark / Marialust                                                                    | Cortenstaal |                      |
| 1982        | Vijf zuilen                                   | Peter van de Locht                 | onder andere Sprengenweg, Regentesselaan, Gen. v.d. Heydenlaan                                      | Marmer |                      |
| 1982        | marmeren zuil                                 | Peter van de Locht                 | Generaal Van Heutszlaan t.h.v. Generaal van der Heydenlaan                                          | Marmer |                      |
| 1982        | Multitude                                     | Carel Visser                       | Loolaan (Orpheus)                                                                                   | Cortenstaal op betonnen sokkel | (verdwenen?)         |
| 1988        | Meisje in fontein                             | Tineke Willemse-Steen              | Koningstraat (voor hotel Keizerskroon)                                                              | Brons |                      |
| 1988        | Joost van den Vondel                          |                                    | Joost van den Vondellaan / Bilderdijklaan                                                           | Brons | Joost van den Vondel |
| 1990        | Herdenkingsmonument 'Het Apeldoornsche Bosch' | Ralph Prins                        | Prinsenpark                                                                                         | Tegelmozaïek |                      |
| 1991        | Mej. Bleeker en de ganzen Juul en Jaan        | Tineke Willemse-Steen              | Loolaan 24                                                                                          | Mej. Bleeker zat in het verzet in WO II. Toen haar broer overleed had ze geen geld voor de tuinman. Ze kreeg twee ganzen cadeau om het gras kort te houden.                                                               |                      |
| 1992        | Bol-vorm                                      | Herman Makkink                     | Sprengenpark                                                                                        | Baksteen en cement |                      |
| (voor 1993) | (twee betonnen sculpturen)                    | Johan van der Meer                 | v Miereveltstraat, t.h.v. Laan van Spitsbergen                                                      | Beton met gewassen grind |                      |
| 1993        | Drie filosofen                                | Hans Eijkelboom                    | Deventerstraat                                                                                      | Metaal ? |                      |
| 1995        | B                                             | Marc Ruygrok                       | Vosselmanstraat / Wilhelmina Druckerstraat, Brandweerkazerne                                        | Messing |                      |
| 1995        | De Tolgaarder                                 | Merijn Bolink                      | De Tol                                                                                              | Zwarte steen (beton?) (mannetje) / metaal (koffer) |                      |
| 1995        | Stilleven                                     | LaSalle                            | Deventerstraat, brugwachtershuisje over kanaal                                                      | Tin |                      |
| 1995        | Ainsi-Soit-elle                               | Maïté Duval                        | Vroeger aan de Stationsstraat, maar sinds november 2020 aan de Grifthof                             | Brons |                      |
| 1995        | Borstbeeld W.C. Röntgen                       | Frank Letterie                     | Lukas ziekenhuis                                                                                    | Stond oorspronkelijk bij Hoofdstraat 171 (het ouderlijk huis van de ontdekker van de straling) In 2011 wegens uitbreiding van het Röntgen café verwijderd; sept 2012 herplaatst in het Lukas ziekenhuis.                  |                      |
| 1998        | Edelwit                                       | Jorgen Leijenaar                   | Nieuwstraat, Huis voor Schoone Kunsten                                                              | |                      |
| 1998        | Koningin Wilhelmina                           | Greet Grottendieck                 | Kerklaan / Loolaan                                                                                  | Brons |                      |
| 1998        | Boomstronkenkathedraal                        | Marinus Boezem                     | Koninklijk park (kroondomein) achter de echoput                                                     | Brons |                      |
| 1999        | De hardwerker                                 | Helen Frik                         | Rubensstraat                                                                                        | Brons, steen |                      |
| 1999        | Twee kegelvormige zitbanken                   | Fransje Killaars                   | Eburonenstraat                                                                                      | Keramiek |                      |
| 1999        | Versmelting                                   | Joop Beljon                        | John F. Kennedylaan / Jachtlaan                                                                     | Cortenstaal |                      |
| 1999        | Sculptuur                                     | Wijnand Zijlmans                   | Anklaarseweg, voor verpleeghuis Casa Bonita                                                         | Graniet |                      |
| 2000        | Canadees Bevrijdingsmonument                  | Henk Visch                         | Kruispunt bij het Loo                                                                               | Brons |                      |
| 2000        | De Freule                                     | Tirza Verrips                      | Apeldoorns Kanaal tussen centrum en Welgelegen                                                      | Brons |                      |
| 2000        | Ik ga                                         | Theo Schepens                      | Chamavenlaan / Laan van Orden                                                                       | Roestvast staal |                      |
| 2000        | Ik sta                                        | Theo Schepens                      | Rembrandtlaan / Laan van Orden                                                                      | Roestvast staal |                      |
| 2000        | Toekomst                                      | Rob en Henny Froeling              | Kanaal Noord, in het kanaal t.h.v. Koningshaven                                                     | Brons |                      |
| 2000        | Danseres                                      | Willem Verbon                      | De Linie (winkelcentrum Het Fort). Op dak van trappenhuis.                                          | Brons |                      |
| 2001        | Apedoorn                                      | Atelier Van Lieshout               | John F. Kennedylaan                                                                                 | Metaal |                      |
| 2001        | De Parelboom                                  | Louise Schouwenberg                | Laan van Zevenhuizen tegenover Saloméstraat                                                         | Brons, glas |                      |
| 2001        | Vier mythische wachters                       | Joost van den Toorn                | Mr. van Hasseltlaan, Basisschool de Prinsenhof                                                      | Brons |                      |
| 2002        | Nu-klok                                       | Sabine Zwikker                     | Hofstraat t.h.v. Hoofdstraat (Was een tijd verdwenen maar is medio 2012 herplaatst.)                | |                      |
| 2002        | Starting Point                                | Olaf Metzel                        | Kanaal Noord                                                                                        | Polyester |                      |
| 2003        | Ik                                            | Jan van Munster                    | John F. Kennedylaan / Jachtlaan                                                                     | Graniet |                      |
| 2004        | De Dwangarbeider                              | Tirza Verrips                      | Marktplein (Stadhuis)                                                                               | Dit beeld, dat dwangarbeiders uit de Tweede Wereldoorlog herdenkt, werd vele malen gestolen en telkens vervangen. |                      |
| 2004        | Meer                                          | Carel Visser                       | John F. Kennedylaan, bij spreng                                                                     | Cortenstaal |                      |
| 2004        | Folly                                         | Tirza Verrips                      | Beekpark                                                                                            | Glas, steen, Roestvast staal |                      |
| 2005        | Kaka (vogelmens)                              | Erik Buijs                         | Stadskade                                                                                           | Steen |                      |
| 2005        | Burgemeester Antoine Louis des Tombe          | Niko de Wit                        | Beekpark                                                                                            | Brons |                      |
| 2005        | Holocaustmonument                             | Tirza Verrips                      | Paslaan (t.h.v. synagoge)                                                                           | Granieten thorarol met 592 glazen knikkers. Deze symboliseren de joodse Apeldoorners die in WO II werden weggevoerd. |                      |
| 2007        | Kooi-met-geen-poema-er-in                     | Maarten de Reus                    | Vellertheuvel                                                                                       | In 2006 deden er verhalen de ronde dat er een poema rondliep op de Veluwe. Dit werd nooit bewezen. |                      |
| 2007        | De Kus                                        | Jeroen Henneman                    | Stationsplein                                                                                       | Als geschenk van de gemeente Apeldoorn aan het koningspaar bij hun bruiloft. |                      |
| 2007        | Hert en jager                                 | Gijs Assmann                       | Beekpark                                                                                            | Brons |                      |
| 2007        | Duiventil                                     | Zeger Reyers                       | Klein Oosterwijk                                                                                    | |                      |
| 2008        | Boomsieraad                                   | Maria Roosen                       | John F. Kennedylaan, Sprengenpark                                                                   | Roestvast staal |                      |
| 2008        | Admiraal Van Kinsbergen                       | Erzsébet Baerveldt                 | Vosselmanstraat / Nieuwstraat                                                                       | Brons |                      |
| 2008        | Reizend zand                                  | Giny Vos                           | Stationsplein                                                                                       | Leds, glas |                      |
| 2008        | Interactieve Ring                             | Tirza Verrips                      | Brinklaan t.h.v. Nieuwstraat (bij Kadaster)                                                         | Graniet, glas, Roestvast staal en elektronica |                      |
| 2008        | De Luistervink                                | Arnout Visser                      | Edisonlaan, parkje t.o. Nobelstraat                                                                 | Brons |                      |
| 2008        | De Voetbalfabriek                             | Floris Schoonderbeek               | Floralaan                                                                                           | Staal |                      |
| 2008        | Boomhut                                       | Floris Schoonderbeek               | Hoek Lange Grafte / Halstraat                                                                       | (div) |                      |
| 2008        | Bankjes met mozaïek voor CODA                 | Mirjam Tiggeloven en Kees Schwarze | hoek Vosselmanstraat / Roggestraat                                                                  | Tegelmozaïek |                      |
| 2008        | Roze schepjes                                 | Jos Averink                        | Wilhelmina Druckerstraat t.h.v. Prins Willem Alexanderlaan                                          | Staal |                      |
| 2008        | Selvatica plastica                            | Elspeth Diederix                   | fietstunnel onder centraal station                                                                  | |                      |
| 2009        | Trittai                                       | Hieke Luik                         | Sprengenweg, Moeflonstraat (waar voorheen 'De Drie Gratiën' van Zadkine stond)                      | Brons |                      |
| 2009        | Het leven is groter dan ik zelf ben           | Hanspeter Nagtegaal                | Deventerstraat (GGNet)                                                                              | Brons |                      |
| 2009        | Boomrooster                                   | Jan van den Dobbelsteen            | Stationsstraat, bij Omnizorgcentrum                                                                 | Brons |                      |
| 2009        | Meditatieplek                                 | Tirza Verrips                      | Begraafplaats Soerenseweg                                                                           | Hout |                      |
| 2010        | Speelmijt                                     | Floris Schoonderbeek               | T-splitsing Hester Hoofterf / Welgelegenlaan / Floralaan                                            | Staal |                      |
| 2010        | Herdenkingsmonument 14 verzetsstrijders       | Han Goudswaard                     | Verzetsstrijderspark                                                                                | Zwart graniet |                      |
| 2010        | Herinneringsmonument 30 april 2009            | Menno Jonker                       | Loolaan                                                                                             | Metaal, glas |                      |
| 2010        | Sparkling Bench                               | Tirza Verrips                      | Normastraat                                                                                         | Beton |                      |
| 2010        | Folly                                         | Michael van Gessel                 | Koningslaan, Kroondomein Het Loo                                                                    | Hout |                      |
| 2011        | Het Nest                                      | Andreas Hetfeld                    | Waterloseweg (op dak van woningstichting 'Ons Huis')                                                | |                      |
| 2012        | Lepelbeelden                                  | Tanja Smeets                       | Beurtvaartstraat (aan de Grift)                                                                     | Deze beelden symboliseren waterspuwers. |                      |
| 2013        | IJzeren bank                                  | Jos Averink                        | Herderweg (binnenterrein)                                                                           | |                      |
| 2013        | Kringloop                                     | Piet Slegers                       | Jachtlaan, Sprengenpark                                                                             | Roestvast staal |                      |
| 2014        | Bongo                                         | Rob Maris                          | J.C. Wilslaan, voor ingang Apenheul (Heeft tijdelijk op de hoek Kanaalstraat / Hoofdstraat gestaan) | Bongo was leider van de gorillagroep in Apenheul, totdat hij in 2005 plotseling overleed. |                      |
| 2004        | Spelende kinderen                             | Yvon Wordrager                     | Balustrade / Tussen de eiken                                                                        | Brons |                      |
| (onbekend)  | Kantelende kubussen                           | Jan Mensink                        | Laan van Zevenhuizen t.h.v. Sluisoordlaan, tot 2012 in Saloméstraat.                                | Roestvast staal |                      |
| (onbekend)  | Spelende clowns                               | Peter van der Meer                 | Winkelcentrum Anklaar, op het Operaplein                                                            | Brons |                      |
| (onbekend)  | Jona en de vis                                | Harry Meek                         | Laan van Zevenhuizen nabij basisschool Ichthus                                                      | Beton |                      |
| (onbekend)  | Rode zuil                                     | Piet Slegers                       | Badhuisweg t.h.v. Sprengenweg                                                                       | Staal |                      |
| (onbekend)  | zuilen met blauwe kleden                      | Egidius Knops                      | Kalverstraat t.h.v. Chr. Wegerifstraat                                                              | Roestvast staal |                      |
| (onbekend)  | (onbekend)                                    | (onbekend)                         | Stationsstraat, bij voetgangersingang van parkeergarage Koningshaven                                | Graniet, glas |                      |
| (onbekend)  | Ark van Noach                                 | (onbekend)                         | Kalmoesstraat                                                                                       | |                      |
| (Onbekend)  | Borstbeeld Lodewijk Napoleon                  | (Onbekend)                         | Amersfoortseweg, bij de Echoput                                                                     | |                      |